# Almadén
Almadén je španělská obec nacházející se v provincii Citace Real v autonomním společenství Kastilie – La Mancha, 210 km jihozápadně od Madridu v pohoří Sierra Morena. Žije zde přibližně 4 900 obyvatel.
V okolí města se nacházejí doly rudy cinabaritu, který se zde těžil již v době antického Řecka a Říma. Společně se slovinským městem Idrija je od roku 2012 zapsáno na seznam světového kulturního dědictví UNESCO.

## Fotogalerie

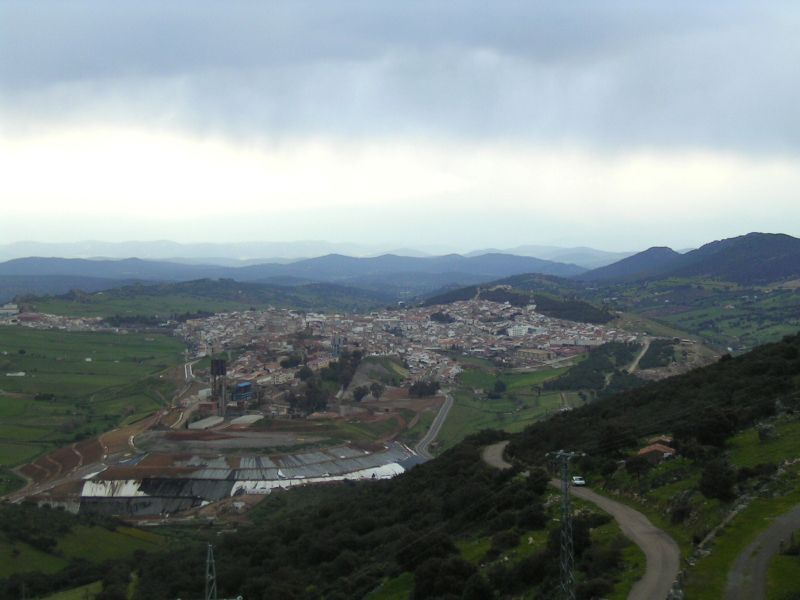
Město Almadén
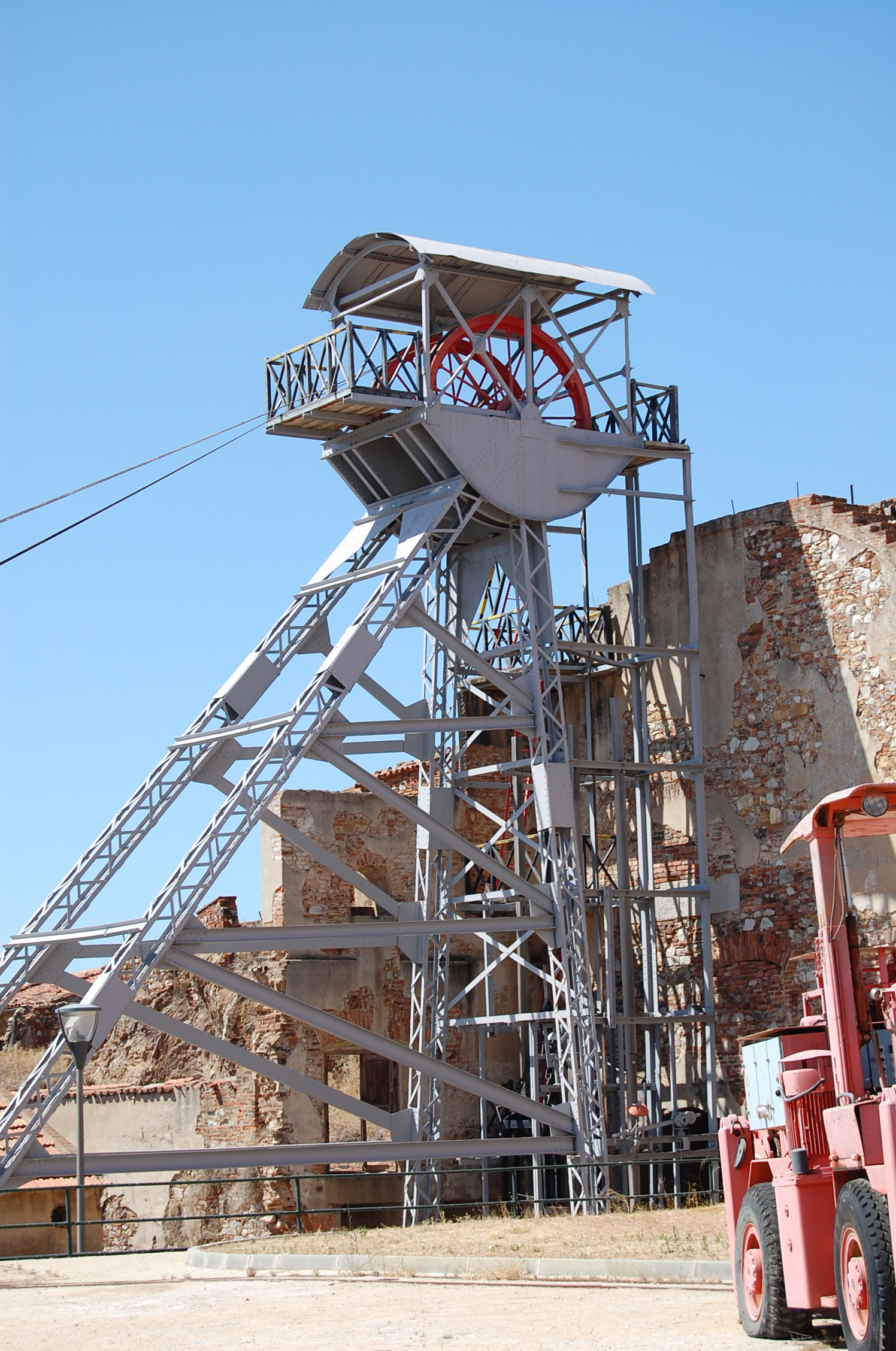
Důlní věž
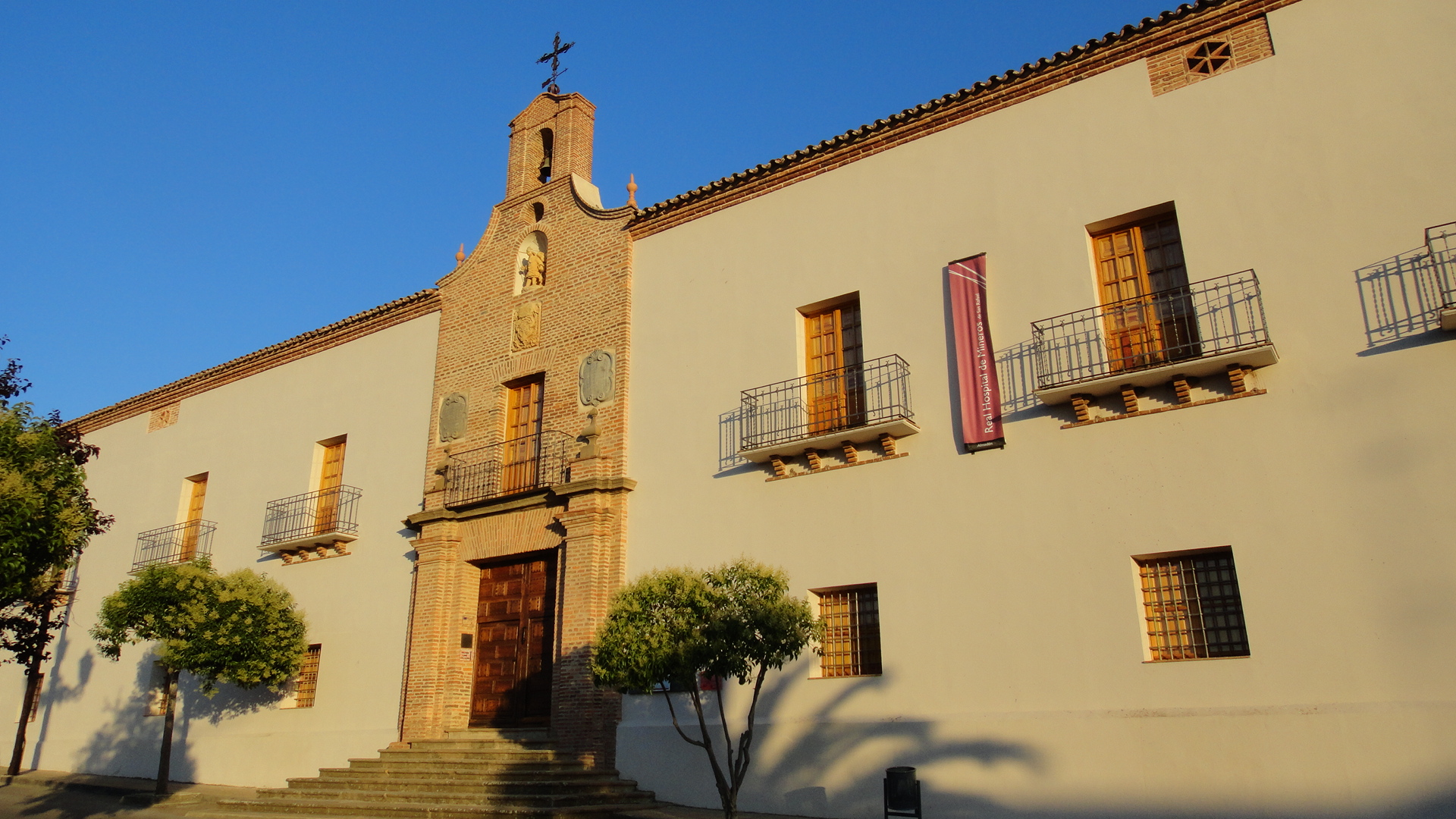
Průčelí zdejší nemocnice